# Jacques Vriens
Jacques Vriens ('s-Hertogenbosch, 26 marzo 1946) è uno scrittore olandese.

## Biografia
Jacques Vriens è un autore olandese di libri per bambini. Noto soprattutto per il libro per ragazzi Achtste-groepers huilen niet, sul quale hanno girato anche un film. Prima di diventare uno scrittore ha intrapreso la carriera di insegnante scolastico. Nel 2001 la regina Beatrice dei Paesi Bassi lo ha insignito dell'Ordine del Leone dei Paesi Bassi.